# La Mandala
 (juillet 2022).
L'article doit être relu — et modifié si nécessaire — par des contributeurs indépendants pour apporter un regard critique aux contributions effectuées en violation des conditions d'utilisation de Wikipédia, tant sur la forme (notamment concernant le style encyclopédique, la proportionnalité) que sur le fond (la neutralité de point de vue, la qualité et l'indépendance des sources).
Pour les articles homonymes, voir Mandala (homonymie).
La Mandala est une villa de 500 m2 sur un parc de deux hectares à Saint-Tropez en Provence. Elle était la propriété de l'homme d'affaires Bernard Tapie de 2012 jusqu'à 2022. Elle appartient désormais à l'homme d'affaires américain Tony Tamer.

## Historique
Bernard Tapie achète en 2012, une des plus luxueuses villas de Saint-Tropez, 47 millions d'euros à l'homme d'affaires belge et proche Lucien D'Onofrio.
Baptisée La Mandala et située à l'avenue Charles Camoin 7, voisine du complexe sportif municipal et de la propriété de l'avocat Bernard Lagarde, proche de l'hôtel Byblos, la villa a appartenu à Catherine Schneider (riche héritière de la famille Schneider) et cinquième épouse de Roger Vadim.
La villa de 500 m2 habitable, sur les hauteurs de la ville, dispose d'une piscine et d'un accès direct à la petite plage des Graniers, au pied du versant sud de la citadelle de Saint-Tropez.
L'homme d'affaires américain Tony Tamer, 638e fortune mondiale d'après la revue américaine Forbes, rachète en juillet 2022 la propriété pour 81,2 millions d'euros soit 160 000 euros du mètre carré. Cette propriété a été vendue aux enchères par la justice belge dans le cadre de la liquidation des actifs de Bernard Tapie,.